# Parábola del rico epulón y el pobre Lázaro

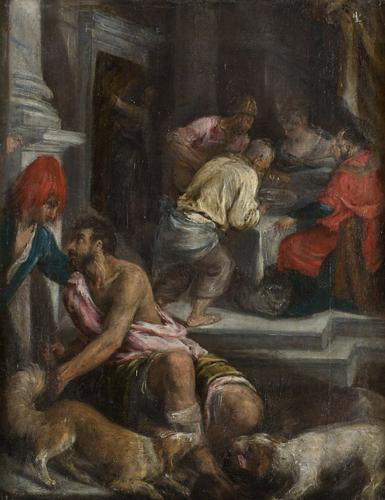
Representación del rico y Lázaro, en el cuadro de Jacopo da Ponte.

La parábola del rico epulón y el pobre Lázaro o del hombre rico y del mendigo Lázaro es una parábola propia y exclusiva del Evangelio de Lucas (16, 19-31) que la pone en labios de Jesús de Nazaret. Relata la historia de dos hombres y el destino de cada uno de ellos: el pobre Lázaro, lleno de llagas y sin socorro, es llevado luego de su muerte al seno de Abraham, en tanto que el rico, que viste de púrpura y lino fino y banquetea cada día, sufre tormentos en el Hades luego de ser sepultado. La cuestión de los pobres y los ricos es uno de los grandes temas que caracteriza al Evangelio de Lucas, y sus significados y alcances se trataron largamente en la historia del cristianismo.
La razón de denominar epulón al rico no es muy evidente, pero es tradicional, aunque no se le nombra así en el texto evangélico. Epulón es el nombre de uno de los rangos dentro de los cuatro colegios sacerdotales romanos; pero como adjetivo el DRAE lo define como hombre que come y se regala mucho. Épulos eran los convites sagrados a cuyo cargo estaban los epulones romanos. Posiblemente, la adición del nombre epulón se debe a Pedro Crisólogo, arzobispo de Rávena del siglo V.
Es la única de las parábolas que contiene un nombre propio: el del pobre Lázaro. Aunque en el texto bíblico no se explícita directamente, se asoció al «pobre Lázaro» con un enfermo de lepra en razón de la presencia de llagas en su cuerpo, de donde derivó la palabra «lazareto» como aquel hospital o casa donde eran recluidos los enfermos de enfermedades infecciosas en general y de lepra en particular. Así, por derivación de la parábola del Evangelio de Lucas, Lázaro es considerado patrón de los mendigos, de los leprosos, y de todos aquellos que padecen úlceras o enfermedades de la piel. En la iconografía, se lo representa acompañado por perros que le lamen las llagas.

## Texto
El relato del episodio del rico epulón y el pobre Lázaro aparece así en el texto evangélico:

Había un hombre rico, que se vestía de púrpura y de lino fino y hacía cada día banquete con esplendidez. Había también un mendigo llamado Lázaro, que estaba echado a la puerta de aquel, lleno de llagas, y ansiaba saciarse de las migajas que caían de la mesa del rico; y aun los perros venían y le lamían las llagas.

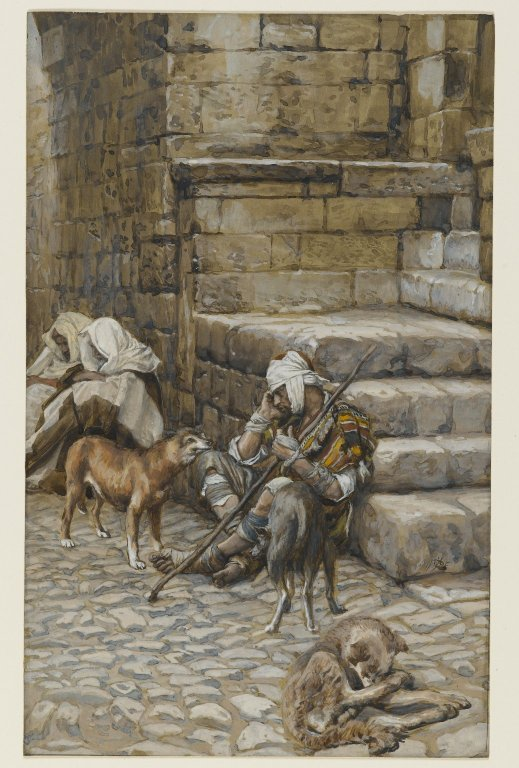
El pobre Lázaro a la puerta del rico (entre 1886 y 1894), obra de James Tissot que se conserva en el Museo Brooklyn.

Aconteció que murió el mendigo, y fue llevado por los ángeles al seno de Abraham; y murió también el rico, y fue sepultado.
En el Hades alzó sus ojos, estando en tormentos, y vio de lejos a Abraham, y a Lázaro en su seno.
Entonces, gritando, dijo: "Padre Abraham, ten misericordia de mí y envía a Lázaro para que moje la punta de su dedo en agua y refresque mi lengua, porque estoy atormentado en esta llama".
Pero Abraham le dijo: "Hijo, acuérdate de que recibiste tus bienes en tu vida, y Lázaro, males; pero ahora este es consolado aquí, y tú atormentado.
Además de todo esto, una gran sima está puesta entre nosotros y vosotros, de manera que los que quieran pasar de aquí a vosotros no pueden, ni de allá pasar acá".
Entonces le dijo: "Te ruego, pues, padre, que lo envíes a la casa de mi padre, porque tengo cinco hermanos, para que les testifique a fin de que no vengan ellos también a este lugar de tormento".
Abraham le dijo: "A Moisés y a los Profetas tienen; ¡que los oigan a ellos!"
Él entonces dijo: "No, padre Abraham; pero si alguno de los muertos va a ellos, se arrepentirán".
Pero Abraham le dijo: "Si no oyen a Moisés y a los Profetas, tampoco se persuadirán aunque alguno se levante de entre los muertos".
Lucas 16, 19-31.

## Género literario
Si bien el género literario ha sido puesto en duda por algunos biblistas, como C. H. Dodd y R. Bultmann, la mayoría de los estudiosos del Nuevo Testamento consideran este pasaje como una parábola, tal el caso de Joseph A. Fitzmyer, Joseph Joachim Jeremias, A.M. Hunter, y Alan Richardson.

## Interpretaciones de la parábola

### El tema de los pobres y los ricos

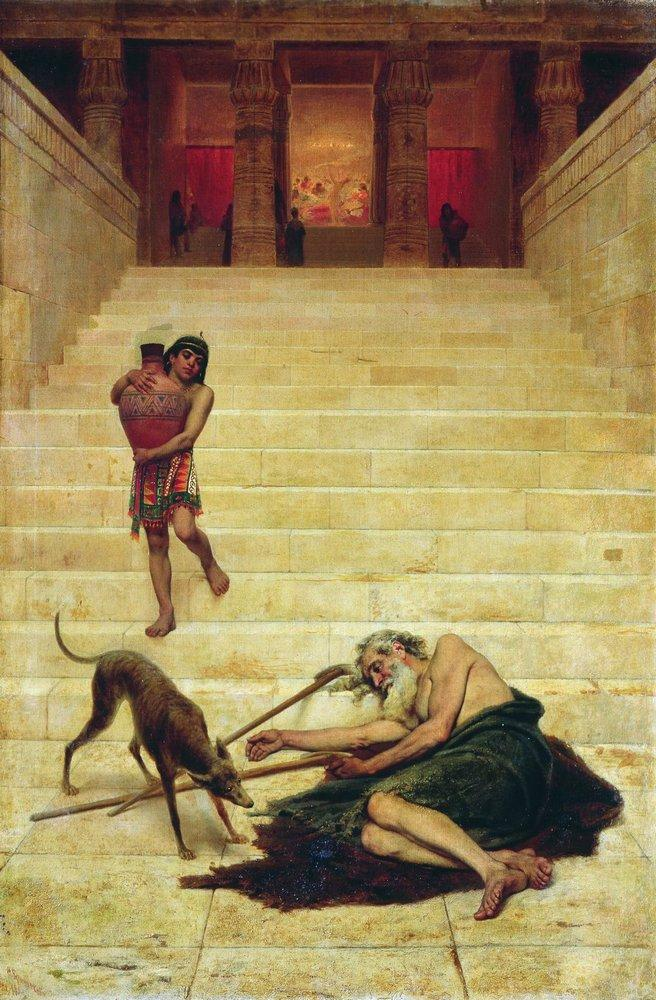
Parábola de Lázaro (1886), por el pintor ruso Fyodor Andreyevich Bronnikov.

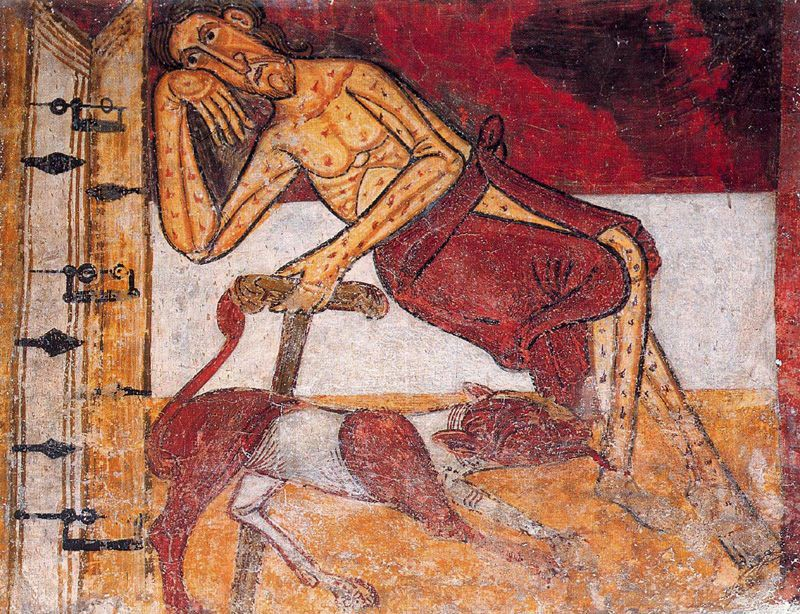
Lázaro esperando en la puerta del rico, fresco románico de la iglesia de San Clemente de Tahull, ahora en el Museo Nacional de Arte de Cataluña, Barcelona. El tema de la parábola fue objeto de numerosas interpretaciones artísticas.

La parábola muestra el comportamiento antitético del rico y del pobre Lázaro, al que hizo referencia uno de los escritores más destacados del Siglo de Oro español en los siguientes términos:

A las puertas del rico avariento y gloton siempre es desprecio de sus umbrales el pobre, á quien no solo niega su mesa lo que tiene, sino lo que se le cae. No hubiera pobre sin socorro, si no hubiera avariento sin caridad.
«Empero venían los perros, y lamíanle las llagas.» Veis aquí los perros curando las llagas del pobre, y al rico acrecentándoselas. Veis aquí á Lázaro que convida á sus llagas a los perros, y al rico que niega de su mesa las migajas que da á sus perros. ¡Considerad cuánto peor y más rabiosa es la hambre avarienta que la hambre canina!
Francisco de Quevedo Villegas

El Evangelio de Lucas destina palabras muy duras para los ricos, muchas de las cuales no se encuentran en los otros evangelios.
- Aparecen en labios de María, madre de Jesús en el Magnificat:

«(El Señor) derribó a los poderosos del trono

y enalteció a los humildes,

colmó de bienes a los hambrientos

y despidió a los ricos con las manos vacías.»
Evangelio de Lucas 1, 52-53

- Reaparecen en boca de Jesús, en el sermón de las bienaventuranzas, que en este evangelio se encuentran acompañadas por cuatro maldiciones. Una de esas maldiciones es contra los ricos:

«¡Ay de ustedes los ricos!, porque ya tienen su consuelo.»
Evangelio de Lucas 6, 24

- Jesús se presenta llamando «injusto» al dinero. Narró esta parábola en seguida una clara recomendación:

«Y yo les digo: con las riquezas injustas gánense amigos para que, cuando estas lleguen a faltar, ellos les reciban en las moradas eternas.»
Evangelio de Lucas 16, 9

- Jesús dice claramente que "no se puede servir a Dios y a las riquezas" (Lucas 16,13). Mientras, "los fariseos que amaban al dinero, se burlaban de él" (Lucas 16, 14).

- En el Evangelio de Lucas se pronuncian sentencias duras para con los ricos:

«¡Qué difícil es que los que tienen riquezas entren en el Reino de Dios! Es más fácil que un camello entre por el ojo de una aguja que el que un rico entre en el Reino de Dios.»
Evangelio de Lucas 18, 24-25

En cambio, los pobres son mirados con predilección: baste notar los matices existentes en la bienaventuranza del Evangelio de Lucas («Bienaventurados los pobres, porque vuestro es el Reino de Dios»; Lucas 6, 20) y en la correspondiente del Evangelio de Mateo («Bienaventurados los pobres de espíritu porque de ellos es el Reino de los Cielos»; Mateo 5, 3).
Por lo anterior no es de extrañar que en la parábola del rico y de Lázaro el pobre, en ningún momento se insinúe siquiera que Lázaro fuera bueno o piadoso. Simplemente se dice que Lázaro va al cielo porque durante su vida recibió males (Lucas 16, 25).

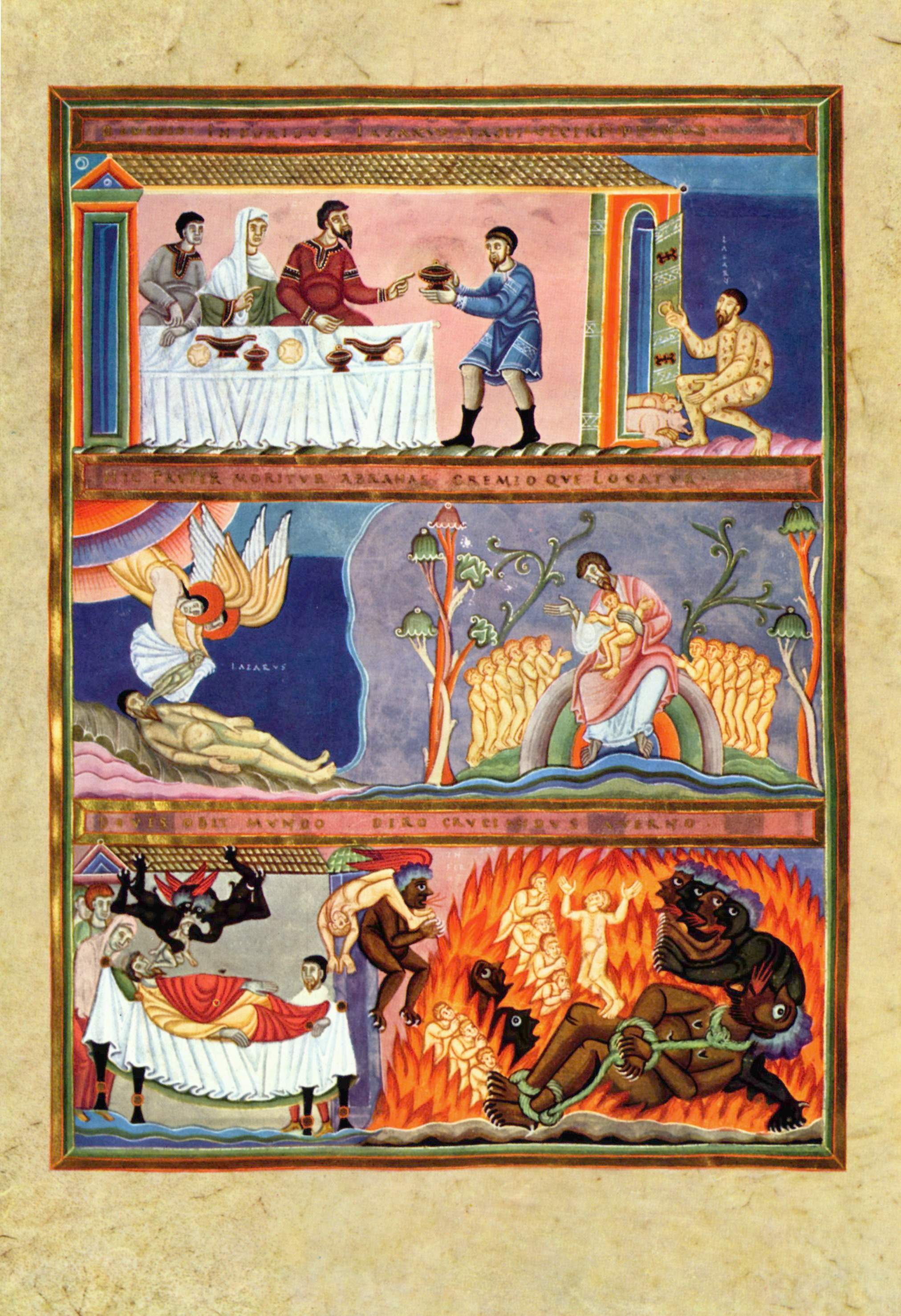
Codex aureus Epternacensis, ca. 1035-1040. En el folio 78 (recto) de este manuscrito ilustrado, se observa esta imagen de la parábola del hombre rico y Lázaro, en la tercera imagen, se observa que el alma de Lázaro es llevada por ángeles y reaparece en el regazo de Abraham en el paraíso, mientras que en esta última, el alma del hombre rico se muestra siendo arrastrada por demonios y reapareciendo como un condenado en el infierno. Se conserva en el Museo Nacional Germano en Núremberg.

Bienaventurados los pobres, pues de ellos es el reino de los cielos. ¿Y por qué? ¿Acaso su virtud los ha hecho acreedores a semejante premio? ¿Acaso son ellos mejores que los ricos? No necesariamente. Bienaventurados los pobres, no por ser virtuosos, sino por ser pobres.
José María Cabodevilla

### Los ricos de Israel
El rico podría representar tanto a la nobleza sacerdotal como a otros potentados de Israel (grandes negociantes, terratenientes) que vestían de púrpura y lino fino. Johann Nepomuk Sepp y el abate Claude-Joseph Drioux propusieron que el hombre rico representaba en concreto al sumo sacerdote Caifás. Los cinco hermanos serían sus cinco cuñados, quienes también ejercieron el cargo de Sumo sacerdote: Eleazar (6-17), Jonatán (36-37), Teófilo (37-41), Matías (43) y Ananus (63). El padre, que pide se envíe al pobre Lázaro para advertirles, se identificaba como el sumo sacerdote Anás

### La alegoría de Israel y los pueblos paganos
Pero en la parábola del rico y del pobre Lázaro aparecen además una serie de detalles que permiten entrever que el evangelista podría apuntar también a otra enseñanza de tipo alegórico, según detalla el biblista Luis H. Rivas.
1. El rico se dirige a Abraham llamándolo «padre» (Lucas 16, 24.27.30).
2. Abraham le responde al rico llamándolo «hijo» (Lucas 16, 25).
3. El rico tiene hermanos, de los cuales se dice que «tienen a Moisés y a los Profetas» (Lucas 16, 29).
4. Por último se dice que estos hermanos «no se persuadirán aunque alguno se levante de entre los muertos» o, en otras palabras, «no se convencerán aunque resucite un muerto» (Lucas 16, 31).

Tomados en conjunto, estos detalles hacen pensar que la parábola tiene elementos alegóricos:
1. El rico podría personificar particularmente a la nobleza sacerdotal, rica no solo materialmente sino además por los bienes espirituales recibidos de Dios. Sus miembros tienen por padre a Abraham. Además tienen a Moisés (quien representa a la Torá) y a los Profetas (es decir, a los Libros proféticos o Nevi'im), y no aceptaron el mensaje de la resurrección de Jesús.
2. Son ricos, no solo por su riqueza material, sino porque además recibieron una cantidad de bienes espirituales de parte de Dios: la elección, la alianza, los mandamientos, el culto, la predilección de Dios, etc.
3. Los pobres serían los paganos, que no recibieron nada de eso.

## Iconografía y convergencias

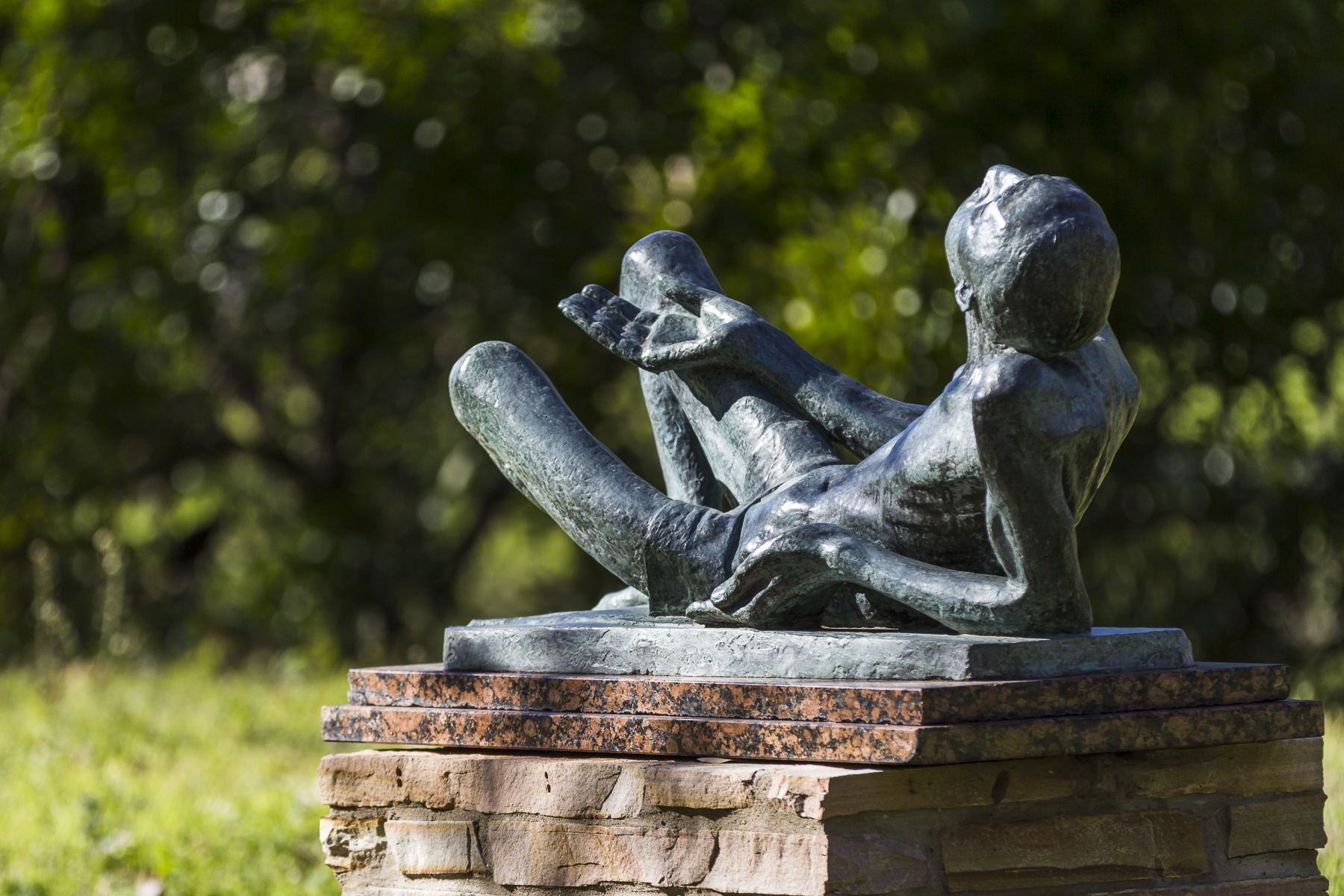
Lázaro (1950), obra en bronce del escultor norteamericano Charles Umlauf

En la iconografía, la representación de perros lamiéndole las llagas del pobre Lázaro le hacen similar a san Roque, santo patrón de los afectados por peste, aunque no existe relación entre ambos. El pobre Lázaro comparte nombre y cierta convergencia de temas teológicos (en su parábola se plantea el tema de la resurrección) con Lázaro de Betania, otro personaje evangélico, hermano de Marta y María, amigo de Jesús de Nazaret a quien este resucita (Juan 11:1-44). 
Debido a que el personaje de la parábola lleva el mismo nombre que Lázaro de Betania, se confundió a ambos, lo que tornó a Lázaro de Betania en protector de hospitales, leprosos, enfermeros y sepultureros.
Vinculado con Lázaro de Betania aparece también en los evangelios Simón el Leproso, otro personaje al que no se ha de confundir con el pobre Lázaro, a quien también se llama Lázaro el leproso.